# 2019冠狀病毒病北美洲疫情
北美洲各国关于2019冠状病毒病疫情的病例和其对应措施。

美墨加三國各一級行政區確診數：
<500
500 - 1,000
1,000 - 2,000
2,000 - 5,000
5,000 - 10,000
10,000 - 50,000
50,000 - 100,000
100,000 - 200,000
>200,000

## 北美

### 美國
2020年1月21日，美国宣布出现第一例2019冠状病毒病。3月10日，確診個案破千，目前美國50個州均有確診個案。美国疾病控制与预防中心（CDC）每周一至周五中午更新截至昨天下午4時的官方统计数据。

### 加拿大
截至2020年3月13日，加拿大通报了198例冠状病毒病例，其中安大略省79例，不列颠哥伦比亚省64例，阿尔伯塔省29例，魁北克17例，曼尼托巴省4例，萨斯喀彻温省2例，新不伦瑞克省1例，从至尊公主号撤侨2例。所有病例都有近期去往有大量冠状病毒病例的国家的旅行史或接触史。在这些病例中，有11例（卑詩省6例，安大略省5例）已康复。

### 格陵蘭
3月16日確診首例，患者確診在努克。13名確診者全於6月4日或之前痊愈。

## 中美地區

### 哥斯达黎加
哥斯达黎加卫生部6日宣布，一名来哥斯大黎加旅游的美国公民被确诊为哥斯大黎加境内首例新冠肺炎病例。
这名49岁的美国女游客与丈夫1日飞抵哥斯大黎加首都圣何塞国际机场。目前，妻子出现了轻微症状，检测结果为阳性。丈夫的检测结果为阴性，被列为疑似病例。

### 巴拿马
当地时间3月9日，巴拿马卫生部宣布，该国出现首例新冠肺炎确诊病例，患者是一名40岁的女性，所属国籍尚未公布。巴拿马卫生部长罗萨里奥·特纳称，这名女子从西班牙出发，9日到达巴拿马后，因发烧和咳嗽而寻求医院治疗，目前情况稳定，症状较轻。

### 洪都拉斯
荷兰BNO新闻网11日最新消息，洪都拉斯首次报告了新冠肺炎确诊病例，2名患者被确诊感染新型冠状病毒。
报道称，在两名确诊患者中，其中一人来自西班牙，另外一人来自瑞士。

### 危地马拉
危地马拉总统亚历杭德罗•贾马太（Alejandro Giammattei）在本地时间3月13日发言称，危地马拉确诊一名新冠肺炎患者。
该患者是一名从意大利抵达危地马拉的危地马拉籍男性，与三名亲属和五名萨尔瓦多人一同抵达危地马拉，他们乘坐墨西哥航空公司的航班前往本国。
危地马拉当局敦促其公民保持冷静，并实施了卫生管制，通过这些管制，乘飞机、海路或陆路抵达该国的旅客必须经过筛查。

### 尼加拉瓜
尼加拉瓜确诊14宗病例，3人死亡。

### 萨尔瓦多
萨尔瓦多确诊446宗病例，死亡人数为10人。

## 加勒比地區

### 巴哈马
巴哈马卫生部15日召开新闻发布会，宣布该国确诊首例新冠肺炎病例。
巴哈马卫生部官员说，这名患者是61岁的巴哈马女子，13日因呼吸系统症状入院，15日凌晨确诊。患者近期没有国外旅行史。

### 多明尼加
3月1日，多米尼加确诊首宗新冠肺炎患者。多米尼加公共卫生部长拉法埃尔·桑切斯3月1日在新闻发布会上说，该患者为一名62岁的意大利游客，2月22日入境多米尼加时没有任何症状，但两天后开始出现发烧、咳嗽以及全身不适等症状。桑切斯表示，该患者曾入住东部地区一家酒店，那里海滩度假村云集，是多米尼加主要旅游区。患者目前在首都圣多明各一家军队医院接受隔离治疗，状况稳定。

### 古巴
3月11日，古巴公共卫生部宣布，该国首次出现新冠肺炎确诊病例，确诊的3名患者均为意大利游客。此前，4名意大利游客近日抵达古巴首都哈瓦那，随后前往古巴中部城市特立尼达留宿。当地时间10日，4人均出现呼吸道疾病症状，当即被送往一个医疗机构进行隔离观察和检测。11日，这4名游客中3人的检测结果呈阳性，目前患者均无生命危险。古巴政府已对无症状接触者进行医学监测和控制。

### 牙买加
據中國駐牙買加大使館網站消息，3月10日，牙買加衛生部發佈通告，確認發現首例自英國輸入的新冠肺炎確診病例，患者於3月4日抵牙，3月9日已隔離治療。牙衛生部門正採取相應措施。目前，牙買加對近日有以下8個國家相關旅行史的人員實施入境管制(中國、意大利、韓國、新加坡、伊朗、西班牙、法國和德國);同時，不鼓勵公眾聚集及非必要旅行，並呼籲公眾保持冷靜，遵從以下個人衛生習慣。

### 安提瓜和巴布达
当地时间13日，加勒比岛国安提瓜和巴布达政府宣布，该国确诊首例新冠肺炎病例。安巴总理布朗表示，这是一起输入性病例，患者为一名女性，10日从英国前往安巴探亲，11日出现相关症状，确诊后患者隔离在家接受治疗。布朗表示，卫生官员正在确定患者的密切接触者名单，同时呼吁民众保持冷静，采取相应防护措施。

### 圣卢西亚
卫生和健康部于2020年3月13日星期五召开新闻发布会，首席医务官莎伦·贝尔马尔·乔治(Sharon Belmar-George)透露，圣卢西亚目前已确诊一例冠状病毒（COVID-19）。病人是一名63岁的妇女，有英国的旅行史，她于3月7日在丈夫的陪同下抵达圣卢西亚，并于3月11日提交给医疗保健系统。3月11日采集临床样本，送至卡帕检测。今天下午收到一份阳性检测结果。这名妇女按照既定程序被隔离在医疗机构。贝尔玛·乔治说：“由于她有重要的旅行史和她的症状，卫生从业人员目前正在对她的接触者进行必要的接触追踪和隔离，到目前为止，这些接触者还没有显示出任何病毒的迹象和症状。”。

### 巴貝多
當地時間17日，加勒比島國巴貝多政府宣布，該國首次確診2例病例，均屬輸入病例，衛生部長博斯蒂克（Jeffrey Bostic）發表聲明指出，境內出現頭2起確診病例，1位是13日從美國入境的48歲遊客，另1位是巴貝多女公民，也是近日從美返國，他們將被隔離直到康復為止。

### 法屬聖馬丁
3月5日，当地政府部门称，法属圣马丁确诊两名冠状肺炎病例。这两名患者目前被隔离在法国一侧的医院，据称，他们将在那里隔离14天。当地的紧急行动中心（EOC）已经启动，继续采取与冠状病毒COVID-19有关的准备、反应和缓解措施。荷兰圣马丁岛目前没有疑似或确诊的COVID-19病例。两名患者在被送往法国边防医院接受进一步体检之前先在机场被隔离和检查。

### 库拉索
库拉索在3月13日发布消息，称库拉索出现一例新冠肺炎患者，荷兰副总统阿什温·阿德恩说，这名感染者上周从荷兰出发。他在向国民议会发表讲话时宣布，该国边境和机场将于周五午夜关闭，禁止所有交通。与此同时，库拉索总理尤金·鲁格纳特（Eugene Rhuggenaath）宣布，在库拉索今天早些时候记录到首例病毒后，计划取消所有往返荷兰的航班。首相说，这次关闭是必要的，以限制冠状病毒的传播。根据美国驻库拉索岛总领事馆的旅行咨询，在过去14天内访问过香港、澳门、中国大陆、新加坡、伊朗、韩国和意大利的人员不允许登上飞往库拉索岛的航班。将对前往其他地区持续传播柯维德-19的乘客和机组人员进行评估和筛查。所有从欧洲来的航班都被禁止，直到另行通知。

### 格瑞那達
在3月23日發現首例確診病例。

### 聖克里斯多福及尼維斯
3月25日發現2名首例確診病例。

### 荷蘭加勒比海屬地
3月31日，聖佑達修斯出現2名首例確診。